# Tyniec (Kalisz)
Tyniec – prawobrzeżne osiedle Kalisza, położone na wschód od Śródmieścia, ograniczone ulicami Warszawską i Łódzką oraz Swędrnią i granicą miasta. Włączone do Kalisza w 1906 i 1934, do 1935 siedziba gminy Tyniec; pełni funkcje mieszkaniowe.

## Historia
Tyniec jako osobną miejscowość w zlatynizowanej formie villa Thynecz wymieniono w łacińskim dokumencie z 1282 roku wydanym w Kaliszu i sygnowanym przez króla polskiego Przemysła II.
W 1807 Napoleon Bonaparte nadał Tyniec Józefowi Zajączkowi.
W 1813 na Tyńcu stoczono bitwę pod Kaliszem, w której oddziały saskie VII Korpusu Wielkiej Armii gen. Reyniera zostały rozbite przez rosyjski korpus gen. von Wintzingeroda, który zajął Kalisz.
W 1844 u zbiegu ulic Łódzkiej i Warszawskiej wybudowano więzienie według projektu Henryka Marconiego i Franciszka Tournelle'a. Obiekt zamknięto w listopadzie 2015.
Pod koniec XIX wieku Tyniec miał 512 mieszkańców, a folwark 33 mieszkańców.
W 2016 uchwalono miejscowy plan zagospodarowania przestrzennego dla 42,5-hektarowego obszaru w rejonie ulicy Owsianej z przeznaczeniem pod budownictwo wielorodzinne.

## Ważniejsze obiekty

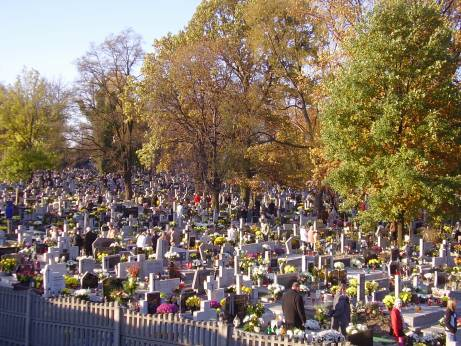
Cmentarz Tyniecki

- Cmentarz Tyniecki, założony w 1882[9] (ul. Łódzka 106)
- dawny Zakład Karny (ul. Łódzka 2)
- Dom Pomocy Społecznej (ul. Winiarska 26)
- Wojewódzki Ośrodek Ruchu Drogowego (ul. Braci Niemojowskich 3-5)

## Komunikacja miejska
| Kaliskie Linie Autobusowe | Kaliskie Linie Autobusowe               |
| Nr linii                  | Trasa                                   |
| ------------------------- | --------------------------------------- |
| 1                         | Wyszyńskiego – Leśna                    |
| 1A                        | Wyszyńskiego – Opatówek                 |
| 1B                        | Wyszyńskiego – Tłokinia Wielka/Opatówek |
| 6                         | Elektryczna – Pólko                     |
| 9                         | Wyszyńskiego – Leśna                    |
| 10                        | Wyszyńskiego – Lubelska                 |
| 11                        | Wyszyńskiego – Lubelska                 |